# Comores Aviation international
 (mai 2021).
Si vous disposez d'ouvrages ou d'articles de référence ou si vous connaissez des sites web de qualité traitant du thème abordé ici, merci de compléter l'article en donnant les références utiles à sa vérifiabilité et en les liant à la section « Notes et références ».
Comores Aviation International (code AITA : KR , code OACI : KMZ) est une compagnie aérienne qui n'existe plus, et était basée à l'Aéroport International Prince Said Ibrahim à Moroni. Cette compagnie assure les vols inter-iles du pays et a pour destination internationale Madagascar, Mayotte. Sa création remonte à 1996 et son évolution s'est faite sans aucune subvention ni subside, en démarrant à zéro opérationnellement et financièrement[réf. nécessaire]. La compagnie se compose de trois avions et est partenaire avec les compagnies : Air Tanzania et ZanAir (en).

## Destinations

### Depuis Moroni
- Anjouan
- Mohéli
- Mayotte
- Majunga
- Tanarive
- Dar Es Salaam

### Depuis Anjouan
- Moroni
- Mayotte
- Majunga
- Tanarive
- Dar Es Salaam

## Flotte
- Let Kunovice 410
- Hawker Siddeley HS/748

## Incidents/Accidents
- 9 avril 2002 : sortie de piste à l'aérodrome d'Anjouan-Ouani : Let L-410UVP.
- 4 novembre 2003 : oubli du bouchon.